# Johann Conrad Meyer
Pour les articles homonymes, voir Conrad Meyer et Meyer.
Johann Conrad Meyer, né le 5 mai 1544 à Schaffhouse et mort le 18 juin 1604 à Maienfeld, est un juriste et une personnalité politique suisse.

## Biographie
Membre de famille Meyer et bourgeois de Schaffhouse, il est le fils de Conrad. Il suit des études de droit à partir de 1562 à Bâle, Heidelberg et Orléans puis passe son doctorat en 1567 à Padoue avant de revenir dans sa ville natale où il est nommé juge en 1570. Il est également trésorier de 1571 à 1577, président du consistoire de 1572 à 1577, puis bailli de Merishausen et de Bagen de 1574 à 1577. Il mène en parallèle une carrière politique cantonale en étant nommé au Grand Conseil en tant que représentant de la corporation des boulangers de 1570 à 1572, puis au Petit Conseil (exécutif) de 1572 à 1599. Il devient ensuite bourgmestre de Schaffhouse en alternance de 1577 à 1599; à ce poste, il gère en particulier la fortification du Munot et l'achèvement du pont sur le Rhin. En 1582, il est délégué à Paris pour le renouvellement de l'alliance avec la France.

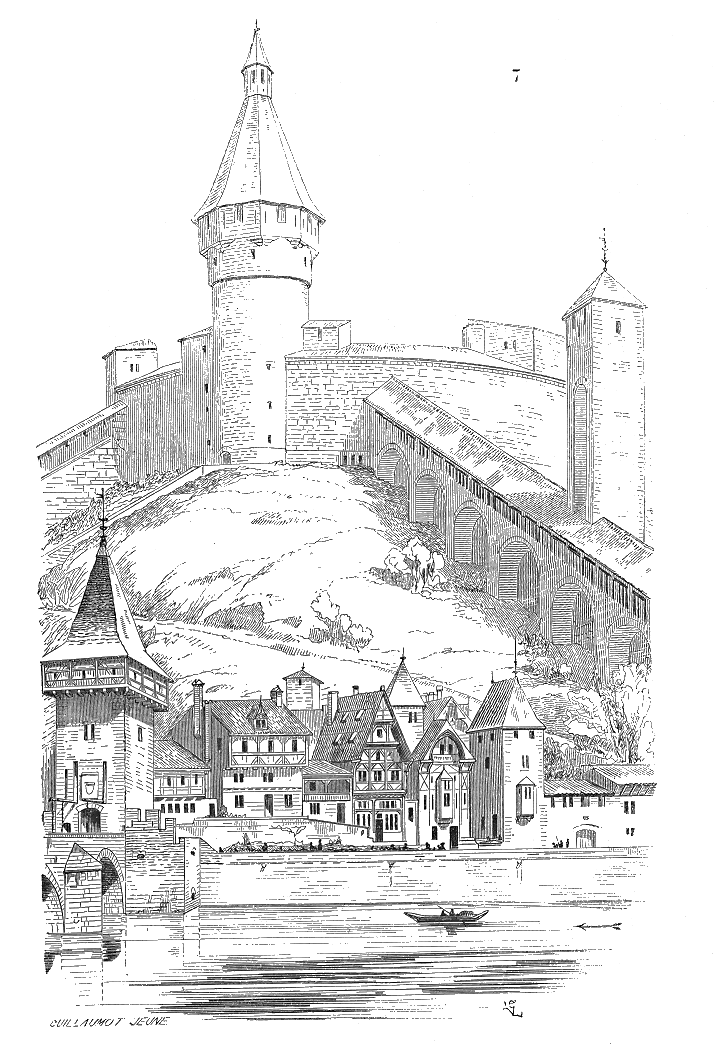
Fortification du Munot

Pendant sa carrière, il est à plusieurs reprises délégué cantonal, en particulier lors de la guerre de Mulhouse de 1587 ou pour la division du canton d'Appenzell en 1597. Il s'enfuit de Schaffhouse en 1599 après avoir fait faillite. 
Il meurt dans la misère en 1604.

## Source
- Matthias Wipf, « Meyer, Johann Conrad » dans le Dictionnaire historique de la Suisse en ligne, version du 13 novembre 2008.